# Falun
Falun har lagt navn til kommunen Falu kommun i Dalarna i Sverige og er residensby i Dalarnas Län. Byen har 37.291(2010) indbyggere, og hele kommunen har ca. 56.000 indbyggere.
Falun er i dag en vigtig service- og industriby. Faluån flyder gennem byen.
Falun var oprindeligt berømt for sin kobbermine, der i mange århundreder var en af Sveriges største virksomheder, og som lukkede i 1992. Området, hvor minen lå, er forurenet, og mens minen var i drift, voksede der ikke mange planter på grund af den giftige røg.
Falun centrum består af klassiske gågader med små butikker. I 1998 fik centrum udmærkelsen "årets centrum" i Sverige. I 2001 blev Falun og Kopparbergslagen optaget på UNESCOs Verdensarvsliste.
Högskolan Dalarna med sine 18.000 studerende har en afdeling i Falun tæt på det nationale skistadion, hvor ski-VM har fundet sted flere gange. I 2005 var Falun ligeledes vært for UCIs mountainbike marathon (XCM) world cup.
Falu rödfärg (svenskrød), Falu rågrut (knækbrød), Falu Ättika og Falukorv er kendte produkter fra Falun. Bergvik Skog AB ligger i Falun.

## Venskabsby
Vordingborg er Faluns danske venskabsby.

## Billedgalleri
- Falun omkring år 1700.
- Stora Kopparbergs Kirke
- Magasinbroen i Falun
- Stora torget i Falun
- Kristinegymnasiet i Falun, 2006
- Vandløb ved Östanfors i Falun
- Bandyholdet Falu BS på Lugnets isstadion
- Lugnet